# St. Marys (Ontario)
St. Marys (offiziell Town of St. Marys) ist eine Gemeinde im Südwesten der kanadischen Provinz Ontario. Sie liegt im Perth County, wird jedoch nicht vom County verwaltet. St. Marys ist eine „separated municipalitiy/separated town“ und hat den Status einer Single Tier (einstufigen Gemeinde).
Viele der im 19. Jahrhundert in St. Marys errichteten Gebäude wurden aus dem lokal abgebauten Kalkstein gebaut. Dies führte dazu, dass die Stadt den Spitznamen „The Stonetown“ erhielt.

## Lage
Die Gemeinde liegt am Ufer des Thames' River, etwa 30 Kilometer nordnordöstlich von London bzw. etwa 150 Kilometer westlich von Toronto und ist umgeben vom Township of Perth South.

## Geschichte
Ursprünglich Siedlungsgebiet verschiedener Völker der First Nations, hauptsächlich der Anishinaabeg, reicht der europäisch geprägte Teil der Geschichte der heutigen Gemeinde zurück bis in die Zeit der Ankunft europäischer Siedler. Die heutige Gemeinde entstand aus landwirtschaftlichen Ansiedlungen die hier ab 1839 durch die Canada Company, einer Gesellschaft zur Landentwicklung in Upper Canada mit Royal Charter, gegründet worden waren. 1855 erreichte die Ansiedlung bereits den offiziellen Status eines Dorfes (englisch Village), bevor 1858 die Strecke von Toronto nach Sarnia der Grand Trunk Railway die Gegend erreichte und einen Bahnhof errichtet. Dieser war zu diesem Zeitpunkt der Endpunkt der Strecke und ist heute noch erhalten. Dieser von Casimir Gzowski errichtete Bahnhof St. Mary’s Junction gilt heute als von besonderem historischen Wert und wurde am 11. Juni 1973 zur National Historic Site of Canada erklärt. Es wird angenommen, dass der Bahnhof das einzige noch erhalten gebliebene Gebäude in Kanada ist in dem Thomas Edison während seiner Zeit bei der Grand Trunk arbeitete. Weiter Gebäude aus der Gründungszeit der Gemeinde sind noch erhalten, zum Beispiel die „Mill Race“ und gelten heute als von historischem Wert.

## Demografie
Der Zensus im Jahr 2016 ergab für die Siedlung eine Bevölkerungszahl von 7265 Einwohnern, nachdem der Zensus im Jahr 2011 für die Siedlung eine Bevölkerungszahl von nur 6655 Einwohnern ergeben hatte. Die Bevölkerung hat damit im Vergleich zum letzten Zensus im Jahr 2011 deutlich stärker als der Trend in der Provinz um 9,2 % zugenommen, während der Provinzdurchschnitt bei einer Bevölkerungszunahme von 4,6 % lag. Im Zensuszeitraum von 2006 bis 2011 hatte die Einwohnerzahl in der Siedlung entgegen den Trend nur leicht um 0,6 % zugenommen, während sie im Provinzdurchschnitt um 5,7 % zunahm.

## Verkehr
St. Marys liegt etwas abseits vom Kings Highway 7. Dafür verläuft eine Eisenbahnstrecke der Canadian National Railway durch die Gemeinde, auf der auch die Corridor-Personenzüge der VIA Rail verkehren und planmäßig halten. Die Gemeinde verfügt nicht über einen örtlichen Flughafen. Die Bevölkerung nutzt als Regionalflughafen den südlich gelegenen London International Airport.

## Sehenswürdigkeiten
Die Canadian Baseball Hall of Fame wurde 1994 von Toronto nach St. Marys verlegt und 1998 eröffnet. Sie widmet sich der Bewahrung des kanadischen Baseballs.

## Persönlichkeiten
- Brooke Overholt (* 2000), Hürdenläuferin